# Малахи (Тверская область)
Малахи — деревня в Торопецком районе Тверской области России. Входит в состав Подгородненского сельского поселения.

## География
Расположена к западу от города Торопец, за озером Светницким. Расстояние до окраины города (Окружной дороги) составляет 700 м, до центра города — 2,8 км. К северо-западу от деревни находится озеро Малаховское.
Климат
Деревня, как и весь район, относится к умеренному поясу северного полушария и находится в области переходного климата от океанического к материковому. Лето с температурным режимом +15…+20 °С (днём +20…+25 °С), зима умеренно-морозная −10…−15 °С; при вторжении арктических воздушных масс до −30…-40 °С.
Среднегодовая скорость ветра 3,5—4,2 метра в секунду.

## История
На топографической карте Фёдора Шуберта, изданной в 1871 году, обозначена деревня Малахи. Имела 4 двора.
На карте РККА 1923—1941 годов обозначена деревня Молохи. Имела 17 дворов.

## Население
| 2010 |
| ---- |
| 20   |

По данным переписи 2002 года, в деревне проживало 20 человек.
Национальный состав
Согласно результатам переписи 2002 года русские составляли 90 % населения деревни.